# Жан-П'єр Роша
Жан-П'єр Роша (фр. Jean-Pierrel Rochat, 2 січня 1916 — 18 жовтня 1978, Лозанна) — швейцарський футболіст, що грав на позиції нападника, а пізніше півзахисника. Виступав за «Лозанну», «Олімпік» (Алес) і національну збірну Швейцарії. В складі «Лозанни» був чемпіоном Швейцарії і володарем кубка Швейцарії.

## Клубна кар'єра
Виступав у складі швейцарського клубу «Лозанна». Почав виступи у основній команді у юному віці в 1932 році. Найчастіше грав на позиції лівого нападника.
У національному чемпіонаті 1931-32 року «Лозанна» стала переможцем другого футбольного дивізіону Швейцарії. За тодішнім регламентом до фінального турніру чемпіонату країни потрапляли перші місця двох груп вищого дивізіону, переможець плей-оф для других місць і чемпіон другого дивізіону. Це стало можливим через незадоволення клубів розподілом учасників на дивізіони після переформатування ліги, тому федерація дала можливість переможцю другого дивізіону також поборотись за перемогу в фінальному турнірі. В перших двох турах «Лозанна» зіграла внічию з «Грассгоппером» (2:2) і «Уранією» (1:1). В третьому турі клуб зустрічався з «Цюрихом», що мав дві перемоги, і здобув перемогу з рахунком 4:2, тому виникла ситуація, коли обидві команди набрали однакому кількість очок. Для визначення чемпіона був призначений додатковий матч між цими ж суперниками, що відбувся через тиждень 3 липня 1932 року. «Лозанна» вдруге обіграла «Цюрих» з рахунком 5:2 (Роша забив один з голів) і стала чемпіоном. Такий формат змагань проіснував лише два роки, тому «Лозанна» стала єдиним клубом, що має в своєму розпорядженні рідкісне досягнення — перемогу в чемпіонаті Швейцарії, будучи клубом другого дивізіону.
В сезоні 1934–1935 знову виграв з клубом чемпіонат Швейцарії. «Лозанна» на одне очко випередила «Серветт». В цьому ж році команда здобула Кубок Швейцарії, розгромивши у фіналі «Нордштерн» з рахунком 10:0 (Роша забив один з голів).
В чемпіонаті 1935—1936 «Лозанна» вдруге поспіль стала переможцем. Влітку клуб взяв участь в Кубку Мітропи. Швейцарські клуби вперше отримали запрошення виступити в турнірі і розпочинали свій шлях в кваліфікаційному раунді. Всі чотири команди зі Швейцарії не змогли пройти цю стадію. «Лозанна» зустрічалась з чехословацьким клубом «Жиденіце» і в першому матчі програла з рахунком 0:5. Вдома клуб з Лозанни виграв з рахунком 2:1, але далі пройшов суперник.
В 1937 році «Лозанна» невдало виступила в чемпіонаті, опустившись на восьме місце. В кубку команда дійшла до фіналу, де з великим рахунком програла «Грассгопперу» — 0:10.
Також клуб дістався фіналу національного кубка в 1939 році, де переміг «Нордштерн» (Базель) з рахунком 2:0.
В 1940-х роках часто виступав на позиції півзахисника. Регулярно грав за команду до 1942 року. В 1943-1947 роках з'являвся в складі лише епізодично. В чемпіонському сезоні 1943-44 не зіграв жодного матчу.
В 1947-1952 роках грав за французьку команду «Олімпік» (Алес). В сезоні 1947-48 клуб грав в Лізі 1, а після цього в другому дивізіоні чемпіонату Франції.

## Виступи за збірну
29 жовтня 1933 року дебютував в офіційних матчах у складі національної збірної Швейцарії в матчі відбору до чемпіонату світу проти збірної Румунії (2:2). На той момент Роша було 17 років 9 місяців і 27 днів і він є шостим наймолодшим дебютантом збірної (на той момент четвертим). В тому ж році також зіграв в товариському матчі проти Німеччини (0:2). Третю й останню гру за збірну зіграв в 1939 році проти Польщі (1:1).

## Статистика виступів

### Статистика виступів в чемпіонаті
Виступи у вищому дивізіоні чемпіонату Швейцарії починаючи з сезону 1933/34.
| Сезон                               | Матчі | Голи | Клуб           |
| ----------------------------------- | ----- | ---- | -------------- |
| Чемпіонат Швейцарії 1933/34         | 29    | 4    | Лозанна        |
| Чемпіонат Швейцарії 1934/35         | 26    | 4    | Лозанна        |
| Чемпіонат Швейцарії 1935/36         | 26    | 6    | Лозанна        |
| Чемпіонат Швейцарії 1936/37         | 21    | 6    | Лозанна        |
| Чемпіонат Швейцарії 1937/38         | 21    | 3    | Лозанна        |
| Чемпіонат Швейцарії 1938/39         | 22    | 8    | Лозанна        |
| Чемпіонат Швейцарії 1939/40         | 12    | 3    | Лозанна        |
| Чемпіонат Швейцарії 1940/41         | 6     | 3    | Лозанна        |
| Чемпіонат Швейцарії 1941/42         | 13    | 0    | Лозанна        |
| Чемпіонат Швейцарії 1942/43         | 3     | 0    | Лозанна        |
| Чемпіонат Швейцарії 1945/46         | 1     | 0    | Лозанна        |
| Чемпіонат Швейцарії 1947/48         | 1     | 0    | Лозанна        |
| РАЗОМ Швейцарія                     | 181   | 38   |                |
| Чемпіонат Франції. Ліга 1 1947—1948 | 12    | 2    | Олімпік (Алес) |
| Чемпіонат Франції. Ліга 2 1948—1949 | 23    | 12   | Олімпік (Алес) |
| Чемпіонат Франції. Ліга 2 1949—1950 | 26    | 9    | Олімпік (Алес) |
| Чемпіонат Франції. Ліга 2 1950—1951 | 27    | 7    | Олімпік (Алес) |
| Чемпіонат Франції. Ліга 2 1951—1952 | 30    | 1    | Олімпік (Алес) |
| РАЗОМ Франція                       | 115   | 31   |                |

### Статистика виступів у Кубку Мітропи
| №                      | Розіграш               | Стадія                 | Дата та місце проведення | Команда 1              | Рахунок | Команда 2       | Голи |
| ---------------------- | ---------------------- | ---------------------- | ------------------------ | ---------------------- | ------- | --------------- | ---- |
| 1                      | 1936                   | кв. раунд              | 7.06.1936 Брно           | Жиденіце (Брно)        | 5:0     | Лозанна         |      |
| 2                      | 1936                   | кв. раунд              | 14.06.1936 Лозанна       | Лозанна                | 2:1     | Жиденіце (Брно) |      |
| Всього у кубку Мітропи | Всього у кубку Мітропи | Всього у кубку Мітропи | Всього у кубку Мітропи   | Всього у кубку Мітропи | 2       |                 | 0    |

## Титули і досягнення
- Чемпіон Швейцарії (3):

«Лозанна»: 1931–1932, 1934–1935, 1935–1936
- Володар кубка Швейцарії (2):

«Лозанна»: 1934-1935, 1938-1939
- Фіналіст Кубка Швейцарії (1):

«Лозанна»: 1936-1937